# テープドライブ

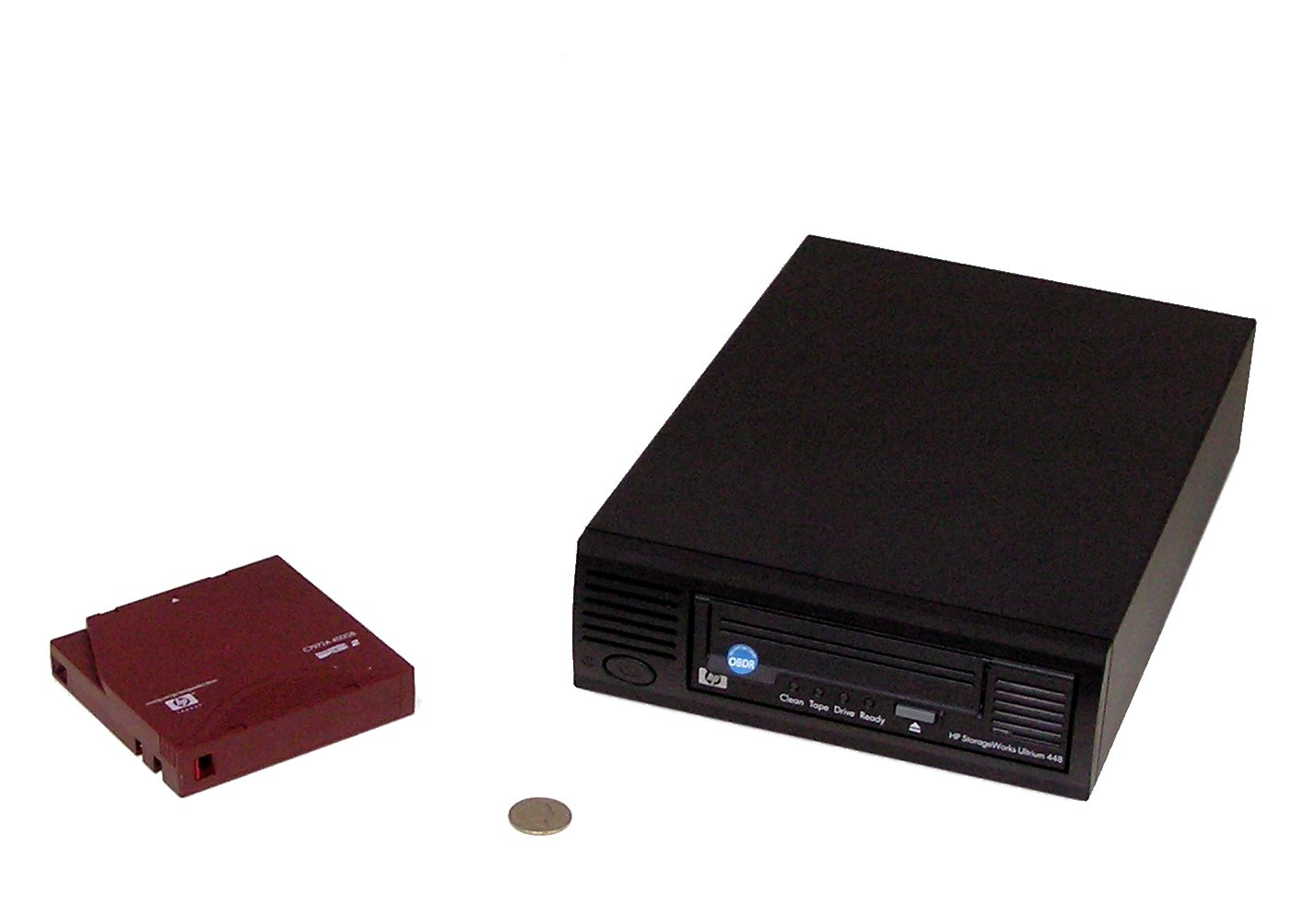
LTO Ultrium規格のテープドライブ(写真右)

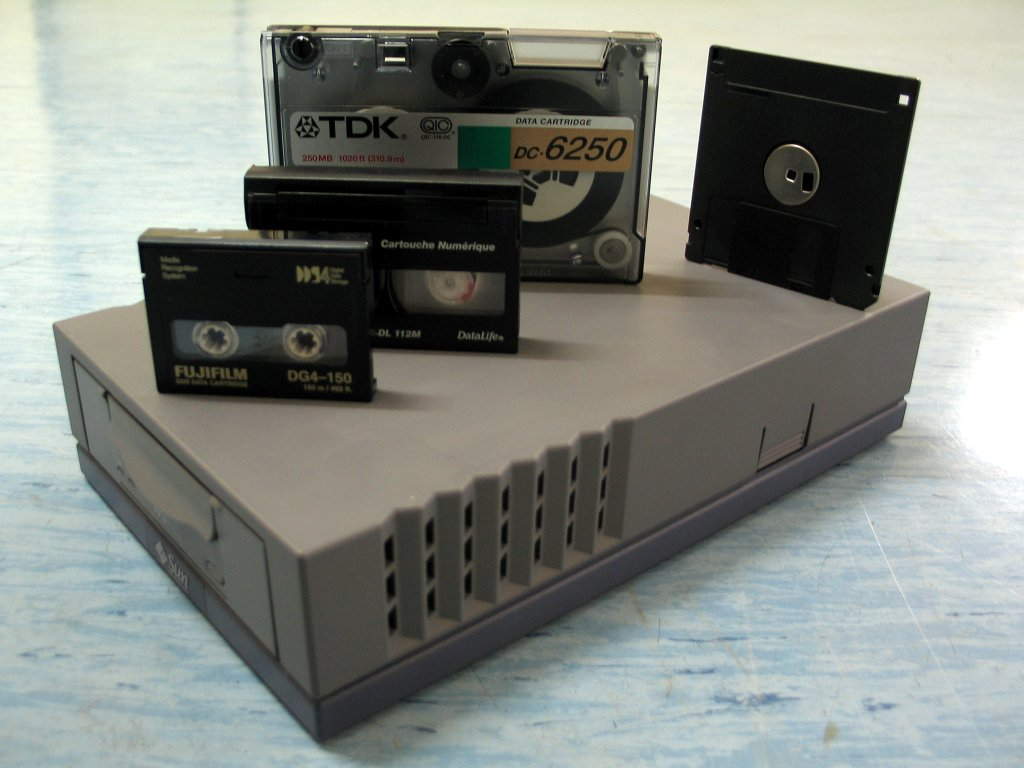
DDS規格のテープドライブ(写真下)

テープドライブとはテープメディアにデータの記録再生を行う外部記憶装置である。ここではデータ/コンピュータ用のドライブについて述べる。

## 概要
テープドライブは､記録再生を行う磁気ヘッド､テープ搬送のための機械部品､これらを制御する電子回路から主に構成される｡ テンション制御しながらテープを搬送し､磁気ヘッドとテープを接触させて記録再生を行う｡ ホストコンピューターとの通信インターフェース(SAS,ファイバーチャネル等)やキャッシュメモリを搭載している｡ データのエラー訂正や暗号化機能を搭載している場合も有る｡ 上記に関わる様々な要素技術の革新により、記録密度や転送速度は増加の一途を辿ってきた。
アクセス方式はシーケンシャルアクセスであるため､バックアップやアーカイブを安価に済ませたい場合に適している。ドライブ単体での利用も可能だが､特に容量規模が大きい場合､データカートリッジを自動入れ替えするテープライブラリに搭載して利用する事が多い｡磁気テープのデータカートリッジを記録媒体として使用し、テープドライブを用いてデータを保管する装置やシステムを「テープストレージ」と呼ぶ。

## 種類
記録方式、巻き取りハブの有無、価格帯などで大別される。

### 記録方式による分類
- リニア・サーペンタイン方式

テープの長手方向に沿った直線上のトラックにデータを記録する方式。磁気ヘッドの複数の記録再生チャンネルで同時に書き込み/読み出しを行う。
- ヘリカル・スキャン方式

### 巻き取りハブの有無による分類
テープカートリッジは､テープを巻きつける回転軸(リール)を1つないし2つ持つ。前者の形態の場合、ドライブにも巻き取り用のハブが必須となる。カートリッジからテープを引き出す事も必要となり、ローディング時の動作がやや複雑となる。しかしながら､カートリッジをコンパクトにできるため､特に大量のカートリッジを扱う場合､スペース効率を高く出来る利点がある。

### 価格帯による分類
ミッドレンジ､エンタープライズのクラス分けが存在する。容量､転送速度､信頼性(エラーレート)等にスペック差がある｡ 
なお､ハードディスクやフロッピーディスクが高価であった頃は代用品として音楽用テープとカセットレコーダーを用いたが、現在では使われていない。音楽用テープにデータを記録することに特化したレコーダーを日本では特にデータレコーダと呼んだ。

## 特徴・比較
HDDやフラッシュメモリと比較して､以下のような特徴がある。
長所:
- シーケンシャルアクセス性能が高い
- メディアが安価（容量あたりの単価が低い）
- 光学メディア（CDなど）のように可搬性が高い
  - バックアップデータを遠隔地へ送付し易い
  - ドライブが破損してもメディアが無事ならデータは復元できる

 短所:
- ランダムアクセス性能が低い
- ドライブが比較的高価であり、特にデータ容量が小さい場合､イニシャルコストが高くなる
- 定期的なメンテナンスを要する (ヘッドクリーニングテープの利用など)

ランダムアクセス性能が低いことから､HDDなどを介さずに直接テープにデータを書き込む事は殆どない。バックアップの場合､システム形式によりDisk-to-Tape(D2T)やDisk-to-Disk-to-Tape（D2D2T）と呼ばれる。アーカイブでは､ディスク-テープ間のファイル移動を参照頻度などに応じて自動化する仕組みがある｡ 階層型ストレージ管理と呼ばれる。
かつてのテープドライブはブロックごとに読み書きするために頻繁にテープを停止させていたが、現在主流のテープストリーマーと呼ばれるテープドライブでは、テープを停止させず連続した読み書きが可能である。
テープは通常のファイルシステムとは異なり､ディレクトリ構造やファイル名をそれ自身に持たない事が一般的であった｡ ファイルの検索性向上や上位アプリケーションとの連携を容易にするため、LTO規格の第5世代（LTO-5）において、リニアテープファイルシステム（LTFS）が導入された。これは、データの目録をテープ自体に持たせる事で、あたかもテープ内のデータがディレクトリ構造を有しているように見せるフォーマット/ファイルシステムである。

## テープメディア
リニア･テープ･オープン（LTO）やIBM 3592などの規格がある。
- リニア・テープ・オープン - リニア・サーペンタイン方式を採用したオープン規格で、Ultriumと呼ばれる規格が主流。導入コストは高いが、メディアは安価。
- デジタル・データ・ストレージ (DDS) - デジタル・オーディオ・テープ（DAT）の技術をデータ用に流用したもの｡ 導入コストは安価だが、メディアは高価。

## テープオートローダー/ライブラリ

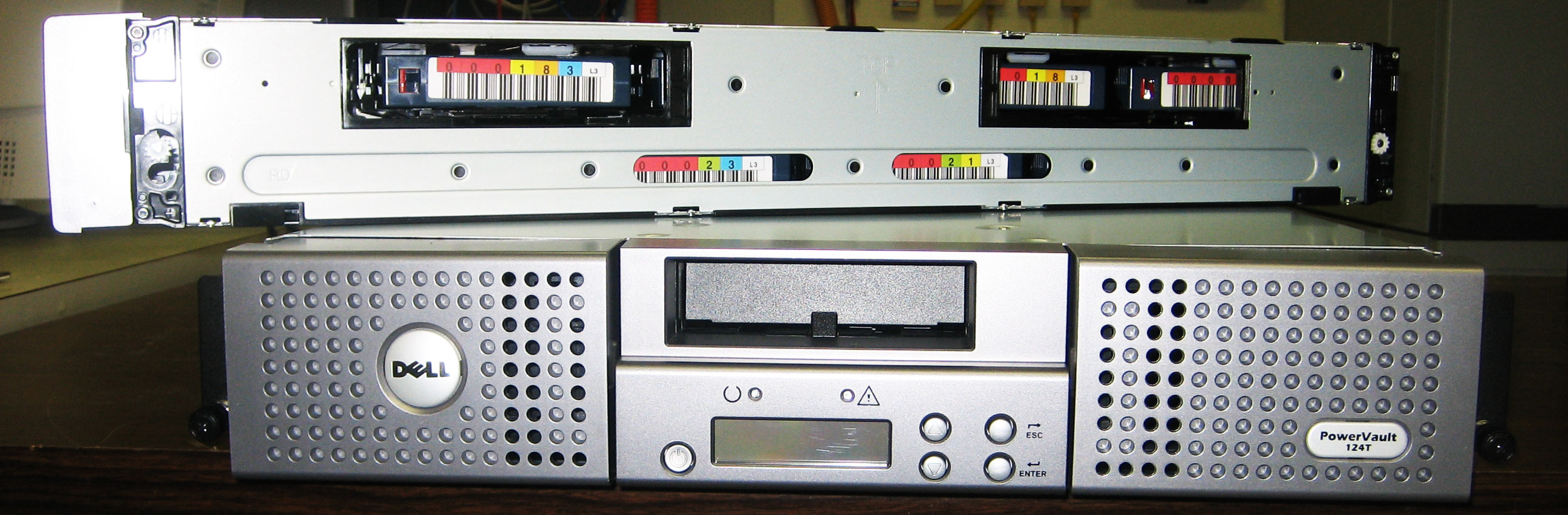
テープオートローダーの例、Dell PowerVault 124T

テープドライブはそれ単体でも利用可能である。しかしながら、特に容量規模が大きい場合、人手によるテープメディアの出し入れは手間､かつデータの取り戻しにも時間が掛かる｡ 誤ったデータカートリッジを挿入し、上書きしてしまうリスクもある。このため、オートローダーやテープライブラリにドライブを搭載し、テープの入れ替えは自動化して使う場合もある。

## コンピュータからの操作
Linuxでドライブを操作する方法として以下のコマンドがある。mtおよびmtxコマンド以外は､テープドライブ以外のファイルシステムに対しても使用できるように拡張されている。
- mt､mtx  - ブロックの頭出しなどの操作を行う。
- tar - テープにブロック単位でデータを書き込む。Tape ARchiveの略。
- dd  - パーティションのイメージをテープに書き込む。
- dump, restore - ファイルシステムのイメージのアーカイブを取る。